# Citadel (Almere)
De Citadel is een gebouw met meerdere functies in het centrum van Almere gereedgekomen in 2006. In datzelfde jaar won de Citadel de Architectuurprijs Almere (deskundigenjury).
Het gebouw is ontworpen door de Franse architect Christian de Portzamparc en vormt de kern van het masterplan van OMA van Rem Koolhaas voor het centrum van Almere. De geometrische monotonie van het vlakke en rechthoekige stratenplan wordt doorbroken door hellende straten en de hoek waaronder het vierkante blok, met zijden van 130 meter, staat ten opzichte van de overige straten in het centrum.
Onder de verhoogde straten zijn er parkeergarages, een weg en een busbaan. Er langs zijn er winkels en horeca. Op het dak van het winkelcentrum zijn 46 huizen gebouwd en een torentje met zes appartementen.
De Citadel vormt een samenkomen van de principes van de Portzamparc en Koolhaas: "îlot ouvert" en "density". De dichtheid wordt bereikt door de stapeling van functies, zoals parkeren, winkelen en wonen. De openheid van het blok wordt gerealiseerd door de twee winkelstraten die het doorsnijden, de open grasvlakte op het dak met daaromheen huizen, en de vide in het centrum van het maaiveld met toegang tot de parkeergarages middels roltrappen.